# Mitsubishi Ki-51
Mitsubishi Ki-51 (яп. 三菱 キ51, Армійський штурмовик Тип 99) — серійний штурмовик Імперської армії Японії періоду Другої світової війни.
Кодова назва союзників — «Соня» (англ. Sonia).

## Історія створення
У грудні 1937 року командування ВПС Імперської армії Японії за пропозицією одного з провідних пілотів армії Юзо Фудзіта підготував технічне завдання на літак безпосередньої підтримки військ, який мав замінити бомбардувальник Mitsubishi Ki-30. Особливу увагу було приділено маневреності та надійності машини, а також можливості її застосування з погано обладнаних польових аеродромів. Порівняно з попередником, новий літак мав бути суттєво меншим, мати максимальну швидкість 420 км/г на висоті 2000 м, злітну масу 2700 кг, бомбове навантаження - 12 бомб по 15 кг або 4 по 50 кг, три кулемети (два для стрільби вперед і один для стрільби назад). 
Завдання спроектувати штурмовик було доручене фірмі Mitsubishi, де його розробкою займались ті ж конструктори, що розробляли Mitsubishi Ki-30. Для літака вибрали схему низькоплану, оскільки невелике бомбове навантаження дозволило відмовитись від бомбового відсіку. Літак був оснащений двигуном Mitsubishi Ha-26-II потужністю 950 к.с. Також стала коротшою двомісна кабіна пілотів. Це забезпечувало тіснішу взаємодію членів екіпажу та дозволило встановити на місці стрільця-радиста пристрій для подвійного керування та мінімально необхідний комплект приладів. Два 7,0-мм кулемети «Тип 89» були встановлені в крилах, а третій - в задній частині кабіни, для захисту від атак ззаду ворожих винищувачів. Фюзеляж тісно прилягав до двигуна, а трилопастний гвинт мав великий обтічник. 
Перший прототип був готовий в липні 1939 року, через місяць був виготовлений другий. Але ще до завершення його випробувань, які проходили з вересня по грудень, фірмі Mitsubishi було доручено збудувати до кінця року 11 літаків передсерійної партії для випробувань у військах. За результатами цих випробувань в конструкцію машини було внесено ряд змін. Так, відкидний ліхтар кабіни був замінений на зсувний назад, на крилі був встановлений фіксований передкрилок, що покращував керованість на малих швидкостях, під кабіною та двигуном були встановлені 6-мм бронеплити. У 1940 році літак був прийнятий на озброєння під назвою «Армійський штурмовик Тип 99» (або Ki-51).
Один із дослідних літаків за замовленням армійського командування був перероблений на літак-розвідник шляхом розміщення в задній частині кабіни декількох аерофотокамер замість приладів керування. Незважаючи на позитивні результати випробування розвідувального варіанта літака, який отримав індекс Ki-51A, в серію його не запустили, але в серійний штурмовик внесли зміни, які дозволяли встановлювати фотоапаратуру в польових умовах. Таким чином, літак міг використовуватись і як штурмовик, і як розвідник.
За період з 1940 по 1944 рік на заводах Mitsubishi  було збудовано 1459 літаків Ki-51. За час випуску в літак внесли тільки 2 зміни: в передній кромці крила встановили два 68-літрових паливних баки, а 7,7-мм кулемети замінили на 12,7-мм кулемети «Тип 1».
На багато штурмовиків, які діяли у північних районах (Маньчжурії, північному Китаї, Хоккайдо), в зимовий час встановлювали лижне шасі.
Літак виявився настільки вдалим, що у 1941 році на першому армійському арсеналі в Татікаві запустили нову складальну лінію. Всього за період з 1941 по 1945 рік 1-й арсенал випустив 913 літаків Ki-51.
У 1941 році інженери фірми «Мансю Хікокі сейзл К.К.» були переведені в Татікаву на армійський арсенал, де їм було поставлене завдання на базі Ki-51 створити спеціальний тактичний розвідник Ki-71. На літак був встановлений двигун Mitsubishi Ha-112-II потужністю 1 500 к.с., в крило були встановлені дві 20-мм гармати, шасі стало складатись. Максимальна швидкість Ki-71 становила всього 470 км/г, тому літак в серію запущений не був. Але про цю розробку стало відомо союзникам, і літаку був присвоєна кодова назва «Една» (англ. Edna).

## Тактико-технічні характеристики

### Технічні характеристики
- Екіпаж: 2 чоловіка
- Довжина: 9,81 м
- Висота: 2,73 м
- Розмах крила: 12,10 м
- Площа крила: 24,00 м ²
- Маса порожнього: 1 873 кг
- Маса спорядженого: 2 798 кг
- Максимальна маса зльоту: 2 920 кг
- Навантаження на крило: 116.5 кг/м ²
- Двигун: 1 х Mitsubishi Ha-26-II
- Потужність: 950 к. с.
- Питома потужність: 3 кг/к.с.

### Льотні характеристики
- Крейсерська швидкість: 320 км/г
- Максимальна швидкість: 424 км/г на висоті 3 940 м
- Практична дальність: 1 060 км
- Практична стеля: 8 270 м
- Швидкість підйому: на висоту 5 000 м. за 9 хв. 55 с.

### Озброєння
- Кулеметне:
  - 3× 7,7-мм кулемети «Тип 89»
  - 2× 12.7-мм кулемети «Тип 1» і 7,7-мм кулемет «Тип 89» (пізні версії літака)
- Бомбове навантаження: до 200 кг бомб

## Модифікації
- Прототип - 2 екз.
- Літаки для експлуатаційних випробувань - 11 екз.
- Ki-51 - базовий варіант (2 372 екз.)
- Ki-51a - розвідувальний варіант
- Mansyu Ki-71 - три прототипи тактичного розвідника фірми «Mansyu»; у серію не запущений

## Історія використання

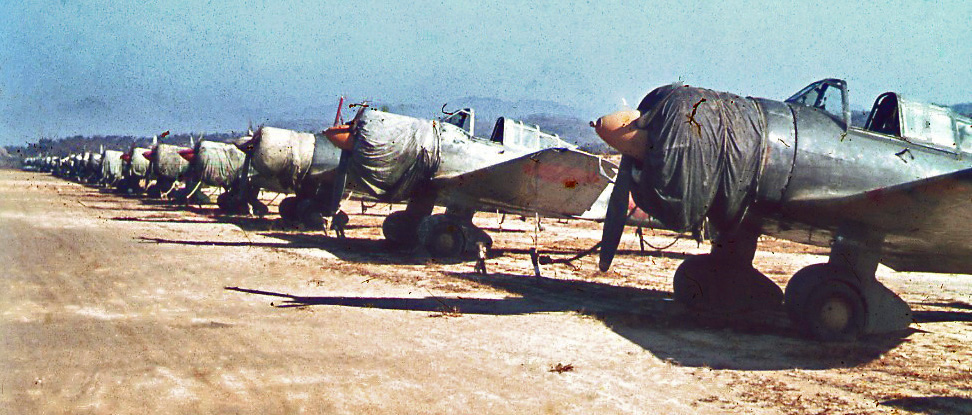
Ki-51 на аеродромі Сеула, 1945 рік

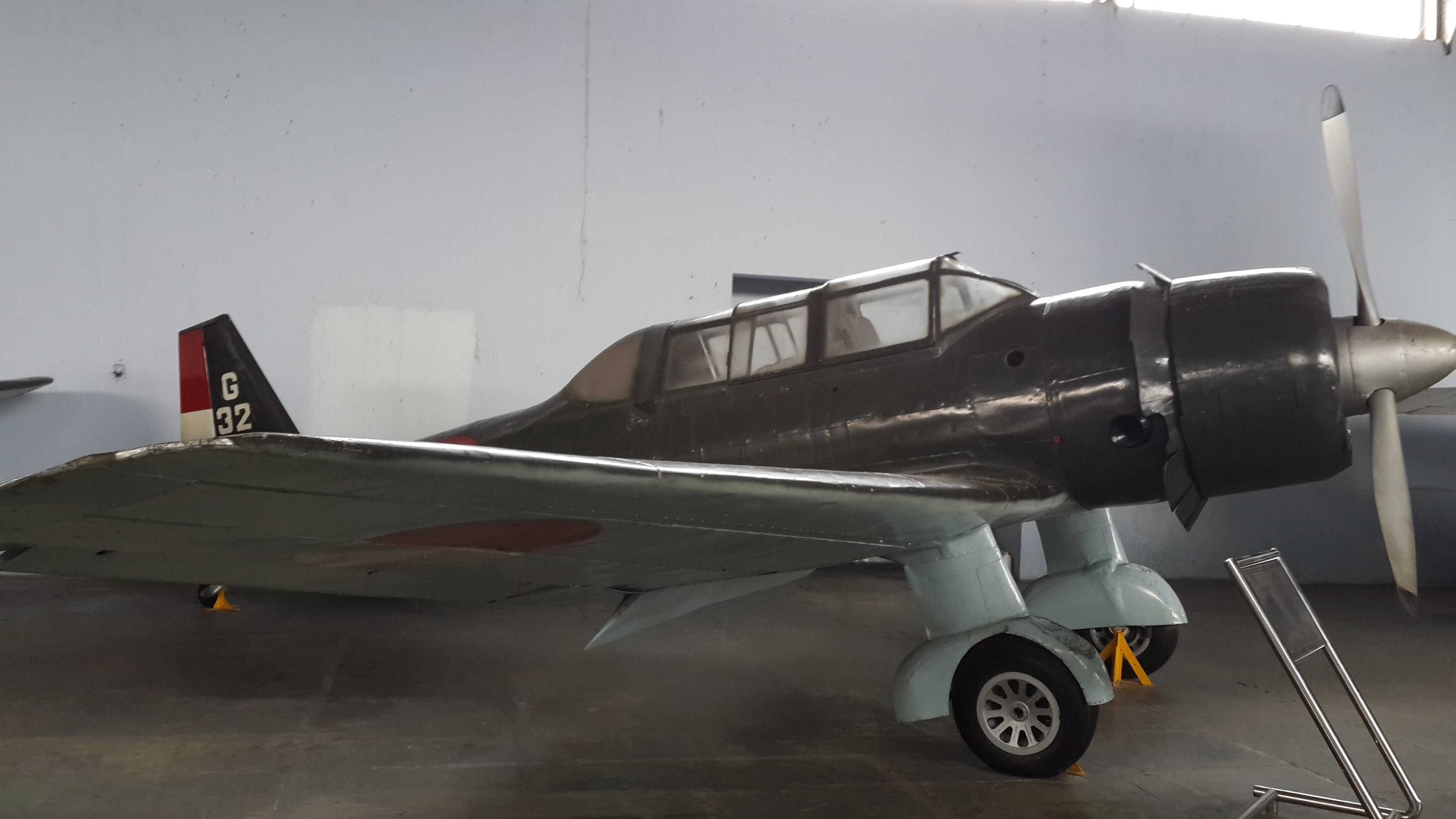
Ki-51 в аерокосмічному музеї в Джакарті

Штурмовик Ki-51 спочатку використовувався в Китаї, а потім по всьому Тихому океані. Літак в цілому справлявся з покладеними на нього завданнями, незважаючи навіть на невелику швидкість, яка не давала змоги втекти від ворожих винищувачів. Екіпажі полюбили цей літак за його маневреність, живучість, легкість в керуванні та обслуговуванні, здатність діяти з погано підготовлених аеродромів. 
На завершальному етапі війни Ki-51 використовувались для атак камікадзе. У свій останній політ вони брали 250-кг бомбу.
Після поразки Японії декілька літаків Ki-51, покинутих на Яві та Суматрі, використовувались індонезійськими повстанцями проти голландських військ. Один літак зараз перебуває в аерокосмічному музеї в Джакарті. Це єдиний вцілілий екземпляр Ki-51 у світі.
Після проголошення незалежності КНДР СРСР передав їй певну кількість трофейних Ki-51.
Також декілька трофейних Ki-51 використовувалось комуністичними та гоміньданівськими військами під час громадянської війни у 1946-1949 роках. Останні 4 літаки були списані у 1953 році.

## Оператори
Японська імперія
- ВПС Імператорської армії Японії
  - 41-ша окрема рота ВПС
  - 45-та окрема рота ВПС
  - 47-ма окрема рота ВПС
  - 48-ма окрема рота ВПС
  - 49-та окрема рота ВПС
  - 52-га окрема рота ВПС
  - 53-тя окрема рота ВПС
  - 71-ша окрема рота ВПС
  - 73-тя окрема рота ВПС
  - 83-тя окрема рота ВПС
  - 89-та окрема рота ВПС
  - 90-та окрема рота ВПС
  - 91-ша окрема рота ВПС
  - 6-ий авіазагін ВПС
  - 27-ий авіазагін ВПС
  - 32-ий авіазагін ВПС
  - 44-ий авіазагін ВПС
  - 65-ий авіазагін ВПС
  - 66-ий авіазагін ВПС
  - 67-ий авіазагін ВПС
  - 83-ий авіазагін ВПС
  - Окрема група командування 4-той повітряної армії
  - Армійська повітряна академія

 Республіка Китай
- ВПС Республіки Китай

 КНР
- Повітряні сили Китайської Народної Республіки